# Ewa Banachowicz
Ewa Maria Banachowicz – polska fizyk, doktor habilitowana nauk fizycznych, specjalizuje się w biofizyce, nauczyciel akademicki Uniwersytetu im. Adama Mickiewicza w Poznaniu.

## Życiorys
Studia z fizyki ukończyła w 1994 na Wydziale Fizyki UAM. W 1999 otrzymała stopień doktorski na podstawie pracy pt. Badanie białek za pomocą dynamicznego rozpraszania światła i symulacji komputerowych. Struktura celulazy i jej zmodyfikowanych form w roztworze (promotorem był Adam Patkowski). Habilitowała się w 2014 na podstawie oceny dorobku naukowego i pracy pt. Struktura biopolimerów w roztworze. Badania przy pomocy technik opartych na rozpraszaniu i symulacjach. Pracuje jako adiunkt w Zakładzie Biofizyki Molekularnej. Prowadzi zajęcia z bioinformatyki. Swoje prace publikowała m.in. w amerykańskim „Journal of Physical Chemistry B".